# Blauflossen-Feuerfisch
Der Blauflossen-Feuerfisch (Parapterois heterura) ist ein Meeresfisch aus der Familie der Skorpionfische (Scorpaenidae). Er kommt in zwei getrennten Populationen vor. Eine im südwestlichen Indischen Ozean vor der Küste Südafrikas (KwaZulu-Natal), die andere im westlichen Pazifik bei Japan.

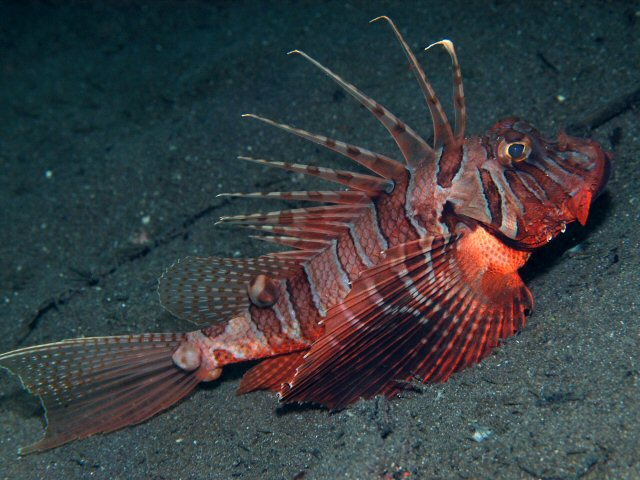
Blauflossen-Feuerfisch (Parapterois heterura)

## Merkmale
Der Blauflossen-Feuerfisch erreicht eine Maximallänge von 23 cm. Wie alle Feuerfische besitzt er eine rotbraune-weißliche Streifenzeichnung und fächerförmige, weit ausladende Brustflossen, deren blaue Streifen zu seinem deutschen Namen führten. Die 13, nicht durch Flossenmembran verbundenen Flossenstacheln der ersten „Rückenflosse“ und die drei Flossenstacheln der Afterflosse sind mit Giftdrüsen versehen. Die zweite Rückenflosse verfügt über neun Weichstrahlen, die Afterflosse über sieben bis acht. Die Flossenstacheln der ersten „Rückenflosse“ und die äußeren Flossenstrahlen der Schwanzflosse sind mit Filamenten versehen.

## Lebensweise
Der Blauflossen-Feuerfisch lebt normalerweise in geschützten Buchten über sandigen oder schlammigen Meeresböden, kommt jedoch bis in Tiefen von 300 Metern vor. Tagsüber vergraben sich die dämmerungsaktiven Tiere oft in den Bodengrund. Wie alle anderen Feuerfische treibt er seine Beute mit Hilfe der großen Brustflossen in die Enge.